# Siphlonurus spectabilis
Espèce
Siphlonurus spectabilis est une espèce d'insectes de l'ordre des Ephemeroptera (les éphémères), de la famille des Siphlonuridae.

## Répartition géographique
Cette espèce se retrouve en Amérique du Nord.